# Zé Silva
José Silva Soares, mais conhecido como Zé Silva (Iturama, 10 de maio de 1963) é um engenheiro agrônomo e político brasileiro filiado ao Solidariedade.

## Biografia
Natural de Iturama, cidade da Mesorregião do Triângulo Mineiro/Alto Paranaíba, Zé Silva nasceu numa comunidade rural, onde viveu toda sua infância e parte da adolescência, estudou em escola da comunidade até se transferir para a cidade já aos 16 anos de idade. 
Posteriormente cursou engenharia agronômica e se formou pela Universidade Federal de Goiás, período em que iniciou sua militância política no movimento estudantil.
Concluída a faculdade, de volta à terra natal, Zé Silva iniciou sua carreira profissional trabalhando no primeiro projeto de reforma agrária do governo após a ditadura, no Assentamento da Fazenda Barreiro, no município de Limeira do Oeste, também no Pontal do Triângulo. 
Zé Silva foi contratado pela Emater-MG para ser o extensionista do assentamento, onde trabalhou por cerca de três anos. Posteriormente, Zé Silva prestou concurso público e tornou-se profissional de carreira da Emater-MG.

## Trajetória política
Foi Presidente da Emater–MG, de 2003 a 2010. Presidiu a Associação Brasileira das Entidades Públicas de Assistência Técnica e Extensão Rural – ASBRAER, de 2006 a 2010. Organizou e participou com gestores do Sistema de ATER de missões técnicas à França, Itália, Portugal, Algarve, Luxemburgo, Bélgica, Chile, Argentina e Peru.
No Governo Aécio Neves em Minas Gerais (2003/10), além da Presidência da Emater, ocupou as funções de Gerente Estadual do Programa Minas Sem Fome, foi membro do Conselho de Desenvolvimento Econômico e Social de Minas Gerais e membro do Conselho Estadual de Política Agrícola. Atuou na equipe que elaborou o Plano Mineiro de Desenvolvimento Integrado – PMDI. 
Foi eleito deputado federal em 2010, com 110.570 votos. Atuou no Congresso até 2013. Na sequência ocupou no Governo de Minas Gerais, na Gestão de Antônio Anastasia, a Secretaria de estado de Emprego e Trabalho e, no primeiro trimestre de 2014, a Secretaria de Estado de Agricultura, Pecuária e Abastecimento. 
Foi reeleito deputado federal em 2014, para a 55.ª legislatura (2015-2019), pelo Solidariedade, com 109.925 votos. 
Votou a favor do Processo de impeachment de Dilma Rousseff. Já no Governo Michel Temer, votou a favor da PEC do Teto dos Gastos Públicos. Em abril de 2017 foi contrário à Reforma Trabalhista. Em agosto de 2017 votou contra o processo em que se pedia abertura de investigação do então presidente Michel Temer, ajudando a arquivar a denúncia do Ministério Público Federal.